# José Luis Acquaroni
José Luis Acquaroni Bonmati (22 de septiembre de 1919-15 de febrero de 1983) fue un escritor español nacido y fallecido en Madrid.

## Biografía
Nació en Madrid, aunque desde muy joven se marchó a Sanlúcar de Barrameda, donde pasó su infancia y parte de su juventud. Allí nacería su hermano menor, el pintor Miguel Acquaroni.
Estudió en la Escuela Militar Naval, que tuvo que abandonar por motivos de salud. Ejerció el periodismo en el diario Ayer de Jerez de la Frontera. Entre 1953 y 1956 residió en Madrid y posteriormente en Iberoamérica cuatro años.

## Obra
Su novela Copa de sombra, que fue Premio Nacional de Literatura en la modalidad de Narrativa en 1977, tiene como punto de partida una lista de los fusilados durante la guerra civil española en "Puerto de Santa María de Humeros", topónimo imaginario tras el que se esconde en el libro la ciudad de Sanlúcar de Barrameda. Este listado de ejecutados está tomado del diario íntimo del historiador local Manuel Barbadillo. Copa de Sombra, cuyo título proviene de un verso de Antonio Machado, además de estar brillantemente escrita, tiene como telón de fondo la crueldad de la guerra, la miseria de la posguerra, la represión política y sexual del Franquismo y los cambios sociales y económicos de la Transición Española. Asimismo, queda patente una crítica abierta a la demagogia de los políticos, a la Postmodernidad y a la voracidad con que destruye la identidad tradicional de las sociedades.

## Premios
- Premio Nacional de Narrativa (Ministerio de Cultura) en 1977 por Copa de sombras
- Premio Hucha de Oro en 1968 Cuentos
- Premio Blasco Ibáñez en 1967 por El turbión
- Premio Ateneo en 1955 Narración Breve
- Premio Ínsula en 1954 Narración Breve
- Premio Camilo José Cela en 1954 Cuentos
- Premio Platero de cuentos en 1952